# Deramas livena
Deramas livena är en fjärilsart som beskrevs av William Lucas Distant 1886. Deramas livena ingår i släktet Deramas och familjen juvelvingar. Inga underarter finns listade i Catalogue of Life.